# Alonella
Alonella é um género de Chydoridae.
O género foi descrito em 1862 por Michael Sars.
Possui distribuição cosmopolita.
Espécies:
- Alonella brachycopa Brehm, 1931
- Alonella breviceps Stingelin, 1905
- Alonella clathratula G.O. Sars, 1896
- Alonella dadayi Birge, 1910
- Alonella excisa (Fischer, 1854)
- Alonella exigua (Lilljeborg, 1853)
- Alonella nana (Baird, 1843)
- Alonella propinqua Smith, 1909
- Alonella pulchella Herrick, 1884
- Alonella qranulata Brehm, 1933